# SunTrust Center
Le SunTrust Center est un gratte-ciel de bureaux de 134 mètres de hauteur construit à Orlando en Floride aux États-Unis en 1988.
L'architecte est l'agence SOM.
L'immeuble est construit dans un style post-moderne. Le hall de l'immeuble (le lobby) comprend un atrium de 8 étages de hauteur.
Le bâtiment est coiffé par 4 petites pyramides illuminées le soir. Sur deux des côtés de l'immeuble se trouve au sommet une façade convexe de verre de 4 étages de hauteur.
Il y a 6 niveaux de parking.
La façade est composée de marbre, de granite et de verre.
C'est le plus haut immeuble d'Orlando.